# Kallahalli, Krishnarajanagara
Kallahalli là một làng thuộc tehsil Krishnarajanagara, huyện Mysore, bang Karnataka, Ấn Độ.